# يوشيو كويدي
يوشيو كويد (باليابانية: 小出義夫؛ بالكانا: こいで よしお) هو فيزيائي نظري وفيزيائي ياباني، ولد في 16 مايو 1942 في كانازاوا في اليابان.